# Маныч
Ма́ныч (За́падный Ма́ныч) — река в Калмыкии, Ставропольском крае и Ростовской области, левый приток Дона. Берёт начало в месте бывшей бифуркации реки Калаус на Маныч и Восточный Маныч. Остаток пролива между Каспийским и Азовским морями. Один из вариантов географической границы между Европой и Азией проходит по руслу реки.
Длина — 420 км, условная площадь водосборного бассейна — 35,4 тыс. км², из них 2,1 тыс. км² занято озёрами, в основном солоноватыми и солёными. Длина Маныча с Калаусом 856 км, площадь водосборного бассейна — 48,45 тыс. км².
Питание снеговое. Минерализация воды — 2—8 г/л. Через Невинномысский канал и левый приток Большой Егорлык в Маныч поступают воды реки Кубань. Воды реки широко используются для орошения и рыболовства. Судоходство на 179 км от устья.
На берегу Весёловского водохранилища близ посёлка Юловский находится позднепалеолитическая стоянка Юловская, для культурного слоя которой получены радиоуглеродные датировки в интервале от 15 290 до 24 480 лет.

## Этимология
Река Маныч имеет тюркское происхождение, так на тат. маныч — «горький» (в бассейне реки обширные солончаки).

## Общая физико-географическая характеристика

### Бассейн Маныча

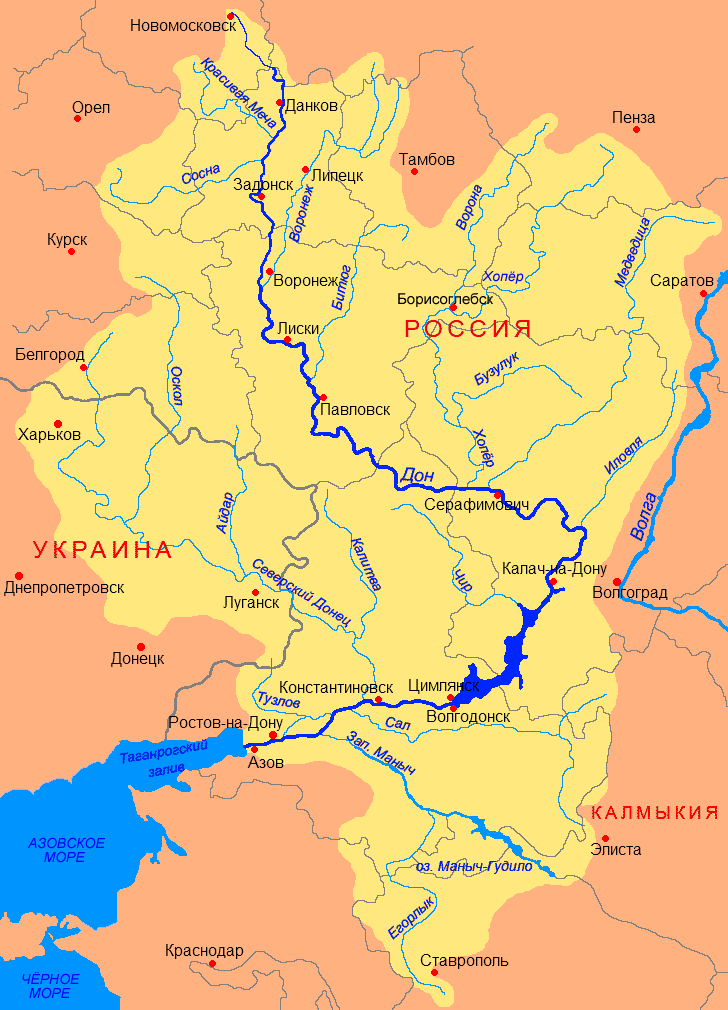
Бассейн Дона

Бассейн реки охватывает площадь в 35 360 км². С севера он ограничивается Сальско-Манычской грядой, являющейся водоразделом между реками Западный Маныч и Сал и довольно близко примыкающей к руслу реки Западный Маныч. Правобережная водосборная площадь имеет вид узкой полосы шириной в 35—50 км. С южной стороны водосбор ограничивается Ставропольской возвышенностью (отметки рельефа более 200 м), а дальше на запад — Азово-Манычским водоразделом
Гидрографическая сеть Западного Маныча развита слабо. Основные его притоки — Большой и Средний Егорлыки, Калаус впадают с южной стороны. Питание этих и других рек происходит главным образом за счёт весенних талых вод и, в меньшей степени, за счёт грунтовых вод и летних ливней. В долине имеется много преимущественно солёных озёр, имеющих разнообразную форму и величину. От истока к устью Маныч проходит через озеро Лысый Лиман, водохранилище Маныч, озеро Маныч (входит в Пролетарское водохранилище), озеро Маныч-Гудило (входит в Пролетарское водохранилище), Весёловское водохранилище, лиманы Шахаевский и Западенский, Усть-Манычское водохранилище.

### Долина реки
Долина Западного Маныча характеризуется развитием террас. Наибольшее распространение получили первая и вторая надпойменные террасы с абсолютными отметками соответственно 10—30 м и 20—40 м. Прослеживается третья надпойменная терраса. В рельефе она сохранилась на правобережье реки. Её абсолютные отметки поверхности земли — 30—60 м. В целом, геоморфология долины реки отражает с одной стороны гидрологические особенности древнего Манычского пролива, а с другой стороны — морфоструктурные особенности Кумо-Манычской впадины.
Кумо-Манычская впадина, расположенная между высоким правобережьем Волги и возвышенностью Ергени на севере и Ставропольской возвышенностью на юге, является древним проливом, соединявшим в геологическом прошлом Чёрное и Каспийское моря. Длина древнего Манычского пролива составляла почти 500 км. Связь между морями через Манычский пролив то восстанавливалась, то прекращалась, вследствие чего современный рельеф водоёмов Маныча очень сложный — множество болот, лиманов, островов и протоков.

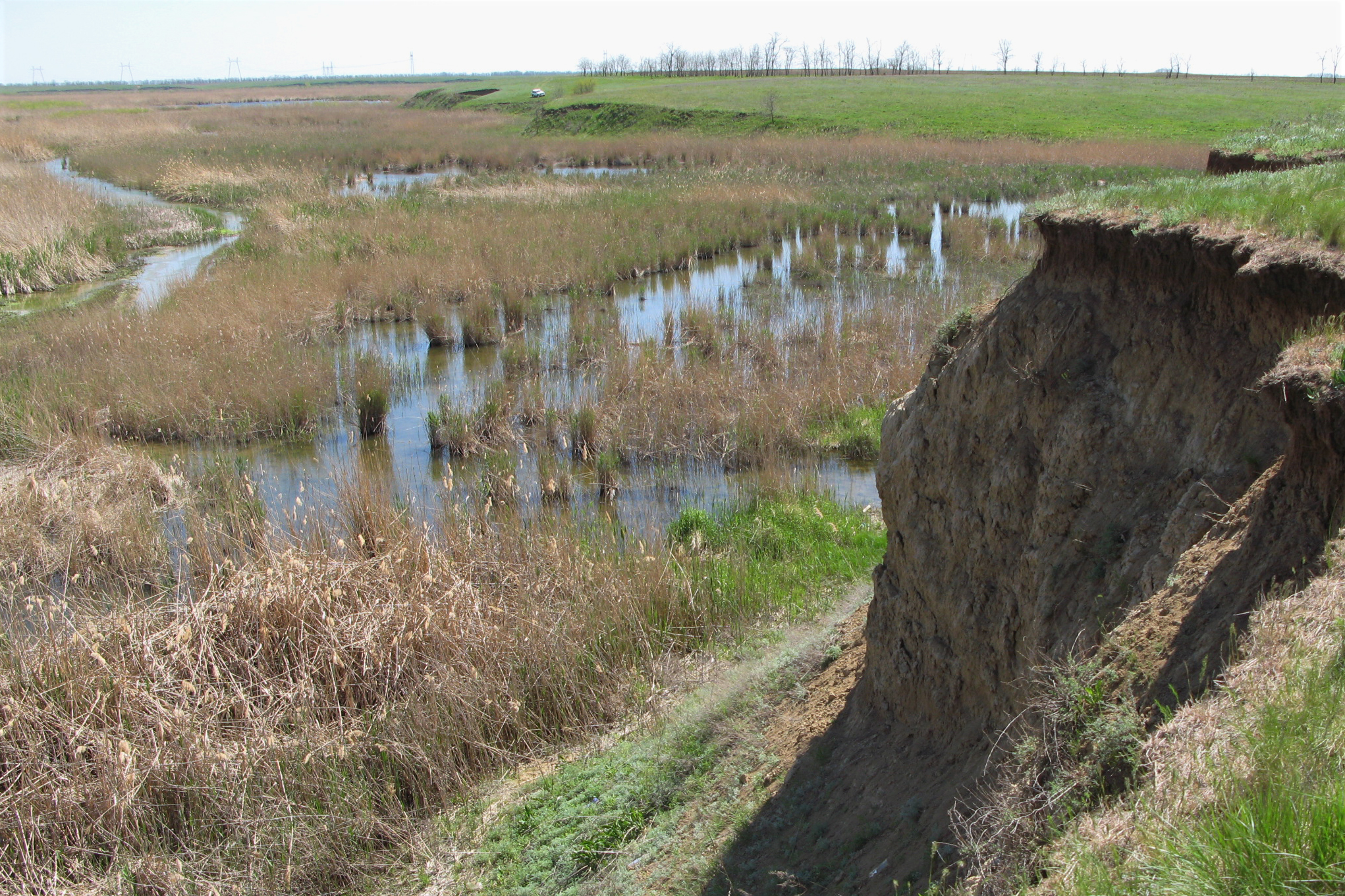
Проток Маныча в районе Пролетарска

В продольном строении долины выделяются следующие структуры с востока на запад: долина Восточного Маныча; Зунда-Толгинский водораздел приурочен к поперечному тектоническому поднятию, соединяющему Ергени и Ставропольскую возвышенность; долина Западного Маныча; котловина озера Маныч-Гудило; Сальский пережим, сужение долины совпадающее с меридиональным тектоническим поднятием Сальского вала; Нижне-Манычская котловина.
В долине реки распространены почвы каштанового типа почвообразования, нередко солонцеватые и засоленные, а также комплексы этих почв с солонцами.

### Климат
Среднегодовая температура воздуха повышается с 8,9 °C (северо-запад бассейна) до 10,2 °C (юго-восток бассейна). Сумма осадков изменяется от 315 мм в восточной части бассейна до 623 мм на Ставропольской возвышенности. Бассейн верхнего течения Маныча отличается наибольшей засушливостью климата. Осадков здесь выпадает около 300 мм в год, а испарение, вследствие высокой летней температуры, продолжительных сухих ветров и в связи с этим малой относительной влажности воздуха, чрезвычайно большое. В тёплый период года выпадает 62-71 % годовой суммы осадков. В почвенном покрове преобладают чернозёмы различной мощности. На юго-востоке они замещаются каштановыми почвами. Бассейн Маныча полностью находится в степной зоне. На востоке он соседствует с зоной прикаспийских полупустынь.

### Гидрология
Вследствие рассмотренных выше особенностей климата роль летних осадков в питании реки невелика. Максимальный расход воды в Западном Маныче наблюдается в период весеннего половодья (февраль-май). Для реки характерна летне-осенняя межень, которая иногда прерывается дождевыми паводками.
До зарегулирования река Западный Маныч представляла собой 15 мелководных озеровидных участков-лиманов, соединённых между собой узкими протоками. Они отличались высокой минерализацией воды. После весеннего половодья летом реки и озера мелели, большая часть проток и озёр пересыхала, а река Западный Маныч представляла собой цепочку отдельных, не соединённых между собой, плёсов-лиманов. Среднемноголетний расход воды в период естественного стока (до 1932—1934 гг.) составлял у города Пролетарска 4,64 м³/с (объём стока 0,146 км³/год; модуль стока 0,12 л/(с×км²); слой стока 3,8 мм).
В настоящее время сток воды реки и его внутригодовое распределение зависят от поступления воды по каналам из Кубани и Дона, а также использования больших и малых искусственных водоёмов в бассейне Маныча. Гидрологический режим реки существенно трансформирован. Начатое 1930-х строительство цепи водохранилищ по долине (Усть-Манычского, Веселовского и Пролетарского), а также перенаправление через Невинномысский канал (длиной 44 км) части стока реки Кубань в левый приток Маныча реку Большой Егорлык привели к существенному опреснению реки и увеличению её годового стока. Водный режим водохранилищ также поддерживается за счёт донской воды, поступающей по Донскому магистральному каналу и перенаправления в Западный Маныч стока реки Калаус. Ежегодно из бассейнов Кубани и Дона в бассейн Маныча перераспределяется 1,75-1,92 км³/год.
Среднегодовой расход воды (в створе Весёловского водохранилища) — 16 м³/с.
| Расчётные максимальные расходы воды в м³/с, Весёловский гидроузел |

Гидрохимия Минерализация воды возрастает с запада на восток, достигая максимальных величин (17—30 г/л) в центральной части Восточного Маныча. Высокая минерализация характерна для всего Маныча, за исключением небольших опреснённых участков, образованных притоком пресных вод. Снижение уровня минерализации реки произошло после подачи в 1948 году вод реки Кубань по Невинномысскому каналу и далее по реке Большой Егорлык.
Источником накопления солей в Маныче являются засоленные отложения второй террасы и поймы самой реки. Соли солончаков и солончаковых почв смываются в реку и созданные на ней водохранилища дождями и талыми водами.
| Компонент       | Период    | Период    |
| Компонент       | 2001-2007 | 2011-2017 |
| Сумма ионов     | 1755      | 1929      |
| Сульфаты        | 750       | 840       |
| Магний          | 89,0      | 77,2      |
| ЛООВ (по БПК5)  | 1,87      | 3,19      |
| ОВ (по ХПК)     | 49,0      | 30,6      |
| Азот аммонийный | 0,08      | 0,23      |
| Азот нитритный  | 0,015     | 0,020     |
| Фосфор фосфатов | 0,05      | 0,05      |
| Железо общее    | 0,41      | 0,22      |
| Соединения меди | 0,003     | 0,001     |
| Нефтепродукты   | 0,01      | 0,05      |

### Антропогенная нагрузка
Бассейн реки Маныч испытывает высокую антропогенную нагрузку. Зарегулированность течения реки водохранилищами и переброска пресной воды из Дона и Кубани вызывают опреснение воды Маныча и увеличение его годового стока: сток Маныча зависит от поступления воды по каналам и наполняемости водохранилищ. Наблюдается рост концентрации сульфатов и соединений магния в Пролетарском и Веселовском водохранилищах. В отдельные годы их содержание достигало высокого, а иногда и экстремально высокого уровня. Степень минерализации зависит от места измерения, а также испытывает значительные сезонные колебания. Наблюдается тенденция повышения минерализации крупнейшего озера Маныч-Гудило и его постепенный переход в класс соляных озер. Повышение минерализации вод вызывается засолением почв, наличием солончаковых почв, нехваткой речного стока Дона, малым расходом воды, а также сбросом сточных высокоминерализованных коллекторно-дренажных вод с орошаемых территорий.

## Флора и фауна
Вода Маныча характеризуется повышенной минерализацией, поэтому высоконадводная растительность почти не развита, а многочисленные острова озёр и водохранилищ покрыты злаково-разнотравными ассоциациями.
Водоём манычской долины является местом массовых гнездовых, линных и пролётных скоплений водоплавающих птиц, в том числе редких, таких как краснозобая казарка, розовый и кудрявый пеликан, черноголовый хохотун. В Евразии этот район является одним из больших скоплений мигрирующих гусей: белолобый гусь, краснозобая казарка, пискулька, серый гусь. Весенний пролёт пернатых продолжается с февраля по май.
Озеро Маныч-Гудило является водно-болотным угодьем международного значения, находится под юрисдикцией Рамсарской конвенции. Для сохранения уникальной природы озера и редких сохранившихся участков коренной степной растительности в 1995 году создан Ростовский заповедник. В 1996 году территория калмыцкой части угодья включена в состав биосферного заповедника «Чёрные Земли». В акватории озера Маныч-Гудило, относящегося к Островному участку Ростовского заповедника на острове Водный (Южный), сохраняется популяция диких лошадей.

## Водный путьАзов — Каспий
Идея создания водного пути Азовское море — Каспийское море имеет давнюю историю. В XVIII веке академик Паллас обосновал возможность его реализации путём соединения морей по долинам рек Восточного и Западного Манычей.
В 1932 году Совнарком СССР принял решение о разработке проекта водного пути, соединяющего Азовское и Каспийское моря. В 1934—1937 годах был разработан рабочий проект соединительного канала. Трасса канала проложена по Кумо-Манычской впадине. Проект частично был реализован.
В 1936 году был построен Усть-Манычский, а в 1941 году — Веселовский и Пролетарский гидроузлы, образовавшие одноимённые водохранилища. Великая Отечественная война прервала работы по созданию водного пути Азов — Каспий. В послевоенные годы от строительства канала по Калмыкии к Каспийскому морю отказались. Было принято решение соединить Дон и Волгу, и в 1952 году был введён в эксплуатацию Волго-Донской судоходный канал. В конце 1940-х годов к цепи водохранилищ присоединили озеро Маныч-Гудило. Судоходный шлюзованный водный путь составил 329 километров. В связи с тем, что озеро Маныч-Гудило было маловодным и в засушливые года пересыхало практически полностью (1886, 1936 года), были построены каналы переброски вод из верховьев реки Кубань и Цимлянского водохранилища. Манычский водный путь эксплуатируется в настоящее время при очень небольших грузооборотах местного значения.